# Битка при Ейлау
Битката при Ейлау или Битката при Пройсиш-Ейлау е кървава и стратегически нерешена окончателно битка на 7 и 8 февруари 1807 г. между Великата армия на Наполеон I и руската имперска армия под командването на генерал Леонтий Бенингсен близо до град Пройсиш-Ейлау в Източна Прусия. Битката се води по време на войната на Четвъртата коалиция, част от Наполеоновите войни.
В ожесточен вечерен сблъсък французите превземат Ейлау, но и от двете страни претърпяват тежки загуби. На другия ден се водят още по-сериозни битки. В началото фронталната атака на Наполеон се проваля с катастрофални загуби. За да обърне ситуацията, той стартира масирана кавалерийска атака срещу руснаците. Това печели достатъчно време за френското дясно крило да се хвърли в надпреварата. Руското ляво крило скоро се огъва назад под остър ъгъл и армията на Бенигсен е застрашена от разгром. С напредъка на битката руснаците получават подкрепление от пруската дивизия на Лесток, която спасява положението, като отблъсква френския десен фланг. С падането на мрака пристига и френски корпус на помощ на френския ляв фланг. През нощта Бенигсен решава да отстъпи, оставяйки Наполеон да владее снежното бойно поле, покрито с хиляди убити и ранени. Множество изоставени ранени загиват от студ.
Битката при Ейлау е първата сериозна проверка на Великата армия и митът за непобедимостта на Наполеон е силно разклатен. Французите продължават да побеждават решително армията на Бенигсен в битката при Фридланд четири месеца по-късно.

## Предистория
В предходната война на третата коалиция Наполеон разбива австрийската армия в Улмската кампания, както и обединените австрийска и руска армии в битката при Аустерлиц през декември 1805 г. Пруският крал Фридрих Вилхелм III открито започва да се готви за война и на 1 октомври 1806 г. отправя ултиматум към Наполеон да напусне с войските си цяла Германия. Той не съгласува това с руснаците, в резултат на което те не могат да пристигнат навреме на помощ. От своя страна Наполеон веднага тръгва от Бавария на север. Великата армия напада кралство Прусия и започва войната на четвъртата коалиция срещу Наполеон, съставена от Русия, Австрия и Швеция с финансовата подкрепа на Великобритания. На 14 октомври 1806 г. пруската армия е разбита в битката при Йена-Ауерщед. Наполеон преследва разпръснатите ѝ части при Пренцлау, Любек, Ерфурт, Пасевалк, Щетин, Магдебург и Хамелин, превзема Берлин и принуждава Фридрих Вилхелм III да търси укритие в Кьонигсберг. Почти цяла Прусия е окупирана. Голяма руска армия под командването на Николай Каменски се придвижва срещу Наполеон, но спира северно от Варшава. Наполеон влиза безпрепятствено в града, пресича Висла и се се подготвя да презимува, като междувременно побеждава руснаците в няколко неголеми битки.
В края на януари 1807 г. руската армия на Леонтий Бенингсен започва офанзива в Източна Прусия, напредвайки на запад. Наполеон реагира, като предприема контранастъпление на север, надявайки се да предотврати тяхното отстъпление на изток. След като отряд казаци залавят екземпляр от заповедите на Наполеон, Бенигсен бързо отстъпва на североизток, за да избегне клопка. Французите го преследват няколко дни и срещат руснаците готови за битка при Ейлау, днес Багратионовск, на 37 km от Кьонигсберг.

## Ход на военните действия
Наполеон завзема с бой Ейлау вечерта на 7 срещу 8 февруари, но призори, извършвайки рекогносцировка с адютантите, установява, че пред града се е разположила на практика цялата руска армия. Кампанията до този момент от френска страна е по-скоро помощ за маршал Ней, чийто корпус е доближил зимните си квартири опасно близо до руските. Набезите на казаците на Платов и опитът на Беннингсен да разбие отделно VI корпус на Великата армия, водят до спешно излизане на Наполеон от Варшава. Но руснаците са напълно съсредоточени (разбира се, непрекъснато зоват малкия отряд на Лесток да се присъедини към тях, което накрая се случва) докато френските корпуси са далече един от друг.
Наполеон разполага с корпусите на Ожеро и Султ, както и с кавалерията си. Силите му, съсредоточени пред Беннигсен, се оценяват по различни данни на около 40 – 45 хиляди души. Руснаците отсреща са не по-малко от 65 хиляди (по руски източници), по френски данни – до 80 хиляди, по германски – около 75 хиляди.
И двете страни разчитат на подкрепления. Източно от главната пехотна маса с Императора, настъпва корпусът на Даву, на около 25 км, способен да се яви на бойното поле почти в началото на сражението. Това е и най-големия корпус на французите, около 20 хиляди души. Западно, на около 50 км е Ней, с около 12 хиляди. По-назад е Бернадот, но неговият корпус е по-скоро потенциален резерв, тъй като е на повече от 70 км разстояние от бойното поле. Руснаците чакат от запад Лесток с пруските му части. Те са около 9000 души, но в сражението влизат едва половината.
От руска страна, не е ясна целта на сражението. Те първо се опитват да задържат града, после контраатакуват, накрая го изоставят, след като напразно мускетарският полк от Кострома е подложен на масова сеч от драгуните на Груши. Беннигсен има да пази две направления. Отляво на позициите му е пътят към Русия, зад гърба му е Кьонигсберг с пруското кралско семейство и относително сигурна снабдителна база. Далеч на северозапад е Данциг, оттатък Висла, но нищо в руското поведение не показва, че се опитват да настъпват натам. Варшава е подходяща цел, но пред тях стои Великата армия.
Французите най-вероятно планират да отрежат и дори обкръжат руската армия, първо от собствената ѝ територия, а с идването на частите на Ней – и от Кьонигсберг. Корпусите на Ожеро и Султ са достатъчни да ангажират центъра и лявото руско крило. В руското дясно крило единственият бой е между една от дивизиите на Султ и малко кавалерия за една мелница, превзета при руската контраатака.
Слънцето изгрява около 7 часа местно време – денят е 8 февруари по нов, грегориански стил, или 27 януари по юлианския на руснаците (17-и вантоз по революционния календар). През нощта температурите падат до -12 градуса, през деня достигат до -4. До обед най-драматично нещата се развиват в центъра, пред гробището край църквата на Ейлау. Там е самият Наполеон, чието непоколебимо присъствие под артилерийския огън повдига духа на армията му.
Първоначално цари пълна тишина. Но с изгрева откъм руските позиции започва канонада. Тя е насочена главно към Ейлау. Французите научават от пленници, че руският командващ артилерията Резвой е докарал от Кьонигсберг 22 обсадни оръдия. Френските батареи се командват от Александр-Антоан Юро де Сенармон, любимец на Наполеон. Действията му през този ден му донасят ордена на Почетния легион. Френската артилерия има стотина оръдия по-малко от руските, но действа със същата унищожителна сила. Обстрелват се почти три часа, без да се предприемат други действия, поне в центъра. Французите са малко по-добре, частите им се укриват в градските постройки. А Виктор Юго, племенник на капитан Жозеф Юго от 55 линеен полк, един от участниците, пише прословутите си стихове: „Снарядите се забиваха в гробището, сякаш искаха да убият гробовете...“
Боят продължава и след настъпване на тъмнината, като корпусът на Ней подсилва левия френски фланг и така между противниците настъпва паритет, макар че Ней не успява да обкръжи руснаците, както е планирано. Настъпва патова ситуация, която продължава до 10 ч. вечерта, когато бойните действия се прекратени поради изтощение и на двете страни. През нощта Бенигсен отстъпва от бойното поле, но французите не са състояние да се впуснат в преследване. И двете страни претендират, че са спечелили и се оттеглят към местата на зимно разквартируване. Военни действия са предприети отново едва през следващата пролет.

## Последици
След 14 часово непрекъснато сражение единственият резултат е огромният брой убити. Според оценките на различните автори руските загуби варират от 15 000 до 20 000 убити и ранени и пленени 3 000 войници, 23 оръдия и 16 знамена. Генерал Бенингсен оценява своите загуби на 9 000 убити и 7 000 ранени. Френските загуби са между 10 000 и 15 000, може би и повече. Чандлър предполага около 25 000 френски загуби, но не е сигурен.
Французите печелят владение на бойното поле, но то представлява обширен ландшафт от окървавен сняг, осеян със замръзнали трупове. Те претърпяват значителни загуби и не изпълняват целта си да разгромят руската армия. Яздейки на следващата сутрин из полета край Ейлау маршал Ней отбелязва: Quel massacre! Et sans résultat! („Каква кланица! И без резултат“).